# Gaetano di Ventimiglia
Gaetano di Ventimiglia (ur. w 1888 w Katanii, zm. w 1973) – włoski operator filmowy, współpracujący przy brytyjskich, niemieckich i włoskich produkcjach fabularnych w epoce kina niemego. Był potomkiem arystokratycznego rodu Ventimigliów. Posługiwał się tytułem barona. Przed przejściem do filmu pracował w Stanach Zjednoczonych dla Associated Press i „The Newark Times”. W latach młodości grał w piłkę nożną. Występował w klubie Pro Patria Catania, który później przemianowano na Calcio Catania.
Pracę w przemyśle filmowym jako operator rozpoczął w 1916 we Włoszech. Realizował filmy w Hollywood, Berlinie, Nicei oraz w londyńskim Islington Studios.

## Wybrana filmografia
Ventimiglia stał się znany dzięki współpracy z angielskim reżyserem Alfredem Hitchcockiem przy trzech pierwszych produkcjach filmowca – Ogrodu rozkoszy (1925), Orła z gór (1927) i Lokatora (1927).
- Teodora (1921)
- Ogród rozkoszy (1925)
- Kochankowie z Wenecji (1925)
- The City of Temptation (1925)
- Lokator (1927)
- Orzeł z gór (1927)
- A Woman in Pawn (1927)
- The Physician (1928)
- Sailors Don’t Care (1928)
- Smashing Through (1928)